# Microsoft Internet Security and Acceleration Server
Microsoft Internet Security and Acceleration Server (ISA Server) es un firewall de stateful packet inspection (es decir, analiza el encabezado de los paquetes IP) y de application layer (analizan la trama de datos en busca de tráfico sospechoso). Adicionalmente, ISA Server es un firewall de red, VPN y web caché. 
Actualmente, ISA Server 2006 es la última versión, manteniendo siempre el esquema de ediciones estándar y enterprise, y los dispositivos de distintos fabricantes de hardware.
A partir de febrero de 2007, Microsoft liberó una edición especial de ISA Server llamada Intelligent Application Gateway 2007. IAG 2007 es un servicio de VPN por medio de SSL, además de incorporar políticas de seguridad como zonas de cuarentena, chequeos de seguridad en las conexiones entrantes, y definición de perfiles de uso de las aplicaciones publicadas. IAG 2007 es el producto de la adquisición que realizó Microsoft de la empresa Whale Communications en junio de 2006. Microsoft IAG 2007 solamente está disponible por medio de appliances (solución completa software-hardware).

## Versiones
| Fecha | Versión                                                            |
| ----- | ------------------------------------------------------------------ |
| 2007  | Intelligent Application Gateway 2007 (liberado en febrero de 2007) |
| 2006  | ISA Server 2006 (liberado el 6/9/2006)                             |
| 2004  | ISA Server 2004                                                    |
| 2000  | ISA Server 2000                                                    |
| 1999  | Proxy Server 2.0                                                   |
| 1996  | Proxy Server 1.0                                                   |

El producto pasó a denominarse Forefront TMG.